# Villethierry
 Villethierry  es una comuna y población de Francia, en la región de Borgoña, departamento de Yonne, en el distrito de Sens y cantón de Pont-sur-Yonne.
Su población en el censo de 1999 era de 697 habitantes.
Está integrada en la Communauté de communes Gâtinais Bourgogne .

## Demografía
| 350 | 293 | 287 | 384 | 598 | 697 |
| Para los censos de 1962 a 1999 la población legal corresponde a la población sin duplicidades (Fuente: INSEE [Consultar]) |     |     |     |     |     |